# Südlicher Rimogletscher
Der Südliche Rimogletscher befindet sich im östlichen Karakorum im indischen Unionsterritorium Ladakh.
Der Südliche Rimogletscher hat eine Länge von 22 km. Er strömt in östlicher Richtung durch den östlichen Teil der Gebirgsgruppe Rimo Muztagh. Der 7385 m hohe Rimo I befindet sich am westlichen Ende des Gletschers. Der Mittlere Rimogletscher verläuft weiter nördlich. Beide Gletscher – Südlicher und Mittlerer Rimogletscher – enden wenige Meter voneinander entfernt und speisen gemeinsam den Shyok, einen rechten Nebenfluss des Indus.